# Eyl
Eyl (ou: Eil, Ceel, Eeyl, Ayl) é uma cidade banhada pelo Oceano Índico, localizada na região de Nugaal, Puntlândia, um Estado auto-proclamado autônomo que surgiu na Somália em 1998. 
- Latitude: 7° 59' 0" Norte
- Longitude: 49° 49' 0" Leste
- Altitude: 21 metros

Esta cidade pesqueira na costa da Somália, foi considerada em 2008 a Capital Pirata do Mundo, pois, supostamente, mantêm-se em sua costa, diversos navios sequestrados (total de 17 em meados de dezembro de 2008) até o pagamento do resgate.
É do porto desta localidade que partem muitos dos atacantes dos piratas do Índico e é ali que regressam com os reféns. Na cidade surgiu toda uma indústria que gravita em torno do sequestro: sequestradores, mediadores, contactos, casas de prostituição e até um serviço de "comida para levar" destinada a piratas e reféns.